# Катастрофа АНТ-9 под Наро-Фоминском
Катастрофа АНТ-9 под Наро-Фоминском — авиационная катастрофа самолёта АНТ-9, произошедшая в Наро-Фоминском районе Московской области в воскресенье 12 июля 1931 года.

## Катастрофа
Самолёт перевозил военную комиссию во главе с заместителем начальника штаба РККА В. К. Триандафилловым, а пилотировал опытный лётчик Рыбальчук С. Т. Было раннее утро и стоял туман, но Рыбальчук принял решение лететь в такую погоду (по некоторым данным, из самолюбия). Полёт при этом проходил на малой высоте. В районе платформы Алабино самолёт зацепил деревья, после чего упал на землю и разрушился, а все находящиеся на борту люди — 3 пассажира и 5 членов экипажа — погибли.

## Погибшие
Пассажиры:
- Триандафиллов В. К. — заместитель начальника штаба РККА
- Калиновский К. Б. — начальник Управления механизации и моторизации РККА, автор трудов по организации и боевому применению бронетанковых войск[1]
- Аркадьев М. И. — помощник начальника сектора управления Штаба РККА

Экипаж:
- Рыбальчук С. Т. — командир корабля
- Богданов В. С. — лётчик отряда особого назначения
- Шендриков А. Н. — авиатехник
- Половинкин С. М. — авиатехник
- Белков Н. Н. — лётчик-наблюдатель[2]